# Jinnur, Kalghatgi
Jinnur là một làng thuộc tehsil Kalghatgi, huyện Dharwad, bang Karnataka, Ấn Độ.